# Oxyprosopus viola
Oxyprosopus viola là một loài bọ cánh cứng trong họ Cerambycidae.